# Musica Reservata (banda)
Musica Reservata (o Musica Reservata of London) fue un conjunto vocal e instrumental británico especializado en la música de la Edad Media y del Renacimiento.

## Historia
Fue fundado en Londres en 1960 por Michael Morrow, John Beckett y John Sothcott. Michael Morrow y John Beckett serían sus directores.
Fue una de las formaciones más influyentes dedicadas a la música antigua durante la década de 1960s, junto con otros grupos de su generación como el Studio der frühen Musik de Thomas Binkley, la Capella Antiqua München, de Konrad Ruhland, el Waverly Consort o el Early Music Consort of London de David Munrow.
Por sus filas pasaron muchos músicos que años más tarde formarían sus propios grupos o serían miembros de algunos de los grupos más importantes de la siguiente generación, como el ya citado David Munrow, que fundaría el Early Music Consort of London, el laudista Anthony Rooley que formaría The Consort of Musicke, Christopher Hogwood quien dirigiría la Academy of Ancient Music, Margaret Philpot que sería miembro de The Medieval Ensemble of London, Nigel Rogers quien también actuó entre otros muchos grupos, con el Studio der frühen Musik y el Early Music Consort of London y años más tarde formaría el grupo Chiaroscuro, y un largo etcétera.

## Discografía
Las grabaciones que vienen a continuación se han ordenado por la fecha en que fueron publicadas por primera vez, pero se han puesto las ediciones más modernas que se pueden encontrar actualmente en CD. En los casos en los que no exista edición en CD, se informa de la correspondiente edición en vinilo. Las antiguas recopilaciones en vinilo no se han incluido.
Álbumes originales:
- 1967 - Music of the Early Renaissance. John Dunstable and His Contemporaries. Purcell Consort of Voices (Vox "Turnabout" TV 34058S; LP).
- 1968 - Metaphysical Tobacco. Songs and Dances by Dowland, East, and Holborne. Purcell Consort of Voices (Argo ZRG-572; LP).
- 1968 - To Entertain a King. Purcell Consort of Voices (Argo ZRG 566; LP).
- 1968 - Music from the Time of Christopher Columbus (Philips 432 821-2 PM.
- 1968 - French Court Music of the Thirteenth Century (Delysé DS 3201; LP).
- 1968 - Music from the 100 Years War (Philips "Trésors classiques" 839 753 LY; LP).
- 1970 - 16th Century Italian Dance Music (Philips 6500 102; LP).
- 1970 - Music from the Decameron (Philips "Trésors classiques" 802 904 LY; LP).
- 1971 - Music from the Court of Burgundy (Philips "Trésors classiques" 6500 085; LP).
- 1971 - A Florentine Festival. . Edición en CD en la recopilación: Early Music Festival
- 1971 - 16th Century French Dance Music (Philips "Trésors classiques" 6500 293; LP).
- 1972 - The Instruments of the and  (Vanguard Classics 08 9059 72).
- 1976 - Josquin Des Prés (Argo ZRG 793; LP).
- 1978 - A Concert of Early Music (Vanguard Classics SVC 96).

Álbumes recopilatorios y cajas de discos:
- 1994 - 16th Century Italian & French Dance Music (Boston Skyline "From the Vault" BSD 123).
- 1998 - Early Music Festival (Decca/London 289 452 967-2; 2 CD). . Es una caja de 2 CD que incluye el álbum de Musica Reservata:
  - 1971 - A Florentine Festival